# Zahumsko-raška eparhija
Zahumsko-raška eparhija (orig. Zahumsko-rasijska eparhija) od 1876. do 1918. eparhija autokefalne Crnogorske pravoslavne Crkve.
Na čelu Zahumsko-raške eparhije se nalazio zahumsko-raški episkop.
Sjedište Zahumsko-raške eparhije je bilo u manastiru Ostrogu. Ustrojena je 1876. godine. 
Na čelu su joj do 1918., odnosno, do ukidanja Crnogorske pravoslavne Crkve bili:
- 1876. – 1882. mitropolit Visarion Ljubiša;
- 1882. – 1884. mitropolit Mitrofan Ban;
- 1884. – 1908. eparhijom administrirao mitropolit Mitrofan;
- 1908. – 1918. episkop Kiril Mitrović.